# Retrobament de l'Alguer
El Retrobament de l'Alguer és l'esdeveniment que va facilitar el restabliment de contactes culturals entre la ciutat de l'Alguer i la resta dels Països Catalans. Històricament, l'Alguer va perdre els vincles i el record de l'origen català, tot conservant la pròpia identitat. Es consideren dos retrobaments: el primer, al segle xix, gràcies a Eduard Toda i Güell; el segon, Lo Viatge del Retrobament, o creuer del Retrobament, produït l'any 1960.

## Primer retrobament
Després de la Guerra de Successió Espanyola el Regne de Sardenya, que feia part de la Corona d'Aragó, va passar l'any 1720 a fer part dels dominis de la casa de Savoia. Després d'un segle i mig es va perdre la memòria de les arrels culturals, i l'extensió de la llengua catalana es va reduir només a l'Alguer.
En la cinquena edició dels Jocs Florals de Barcelona, el 1864, s'hi va presentar inesperadament Ignazio Pillito, arxiver de Càller, cosa que va atraure la curiositat de Manuel Milà i Fontanals, impulsor de la Renaixença. Davant les preguntes de Milà i Fontanals, Pillito va contestar que havia après català llegint els papers de l'arxiu de Càller, però que a l'únic lloc on encara es parlava era a l'Alguer.
El 1887, Eduard Toda va ser destinat com a cònsol a Càller. A més de diplomàtic, era historiador, arqueòleg i bibliòfil. Va estar diverses vegades a l'Alguer i es va interessar per la seva situació lingüística. A més de recollir una extensa col·lecció documental, va publicar una sèrie d'articles i llibres (Un poble català d'Itàlia: l'Alguer, 1888; Records catalans de Sardenya, 1903; La premsa catalana a Sardenya, 1903). Això va desvetllar l'interès cultural de Barcelona per la comunitat catalanoparlant algueresa, suposant un retrobament per ambdues parts i un restabliment de lligams culturals.

## Lo Viatge del Retrobament
Els contactes entre la comunitat catalanoparlant de l'Alguer i la resta dels Països Catalans es van trencar gairebé del tot entre els anys '10 i '20 del segle passat, tant a causa de la pèrdua de vitalitat de la "renaixença" local (divisions internes, defunció improvisa d'alguns exponents...) com dels factors polítics i bèl·lics que caracteritzaren la primera meitat del segle xx: Primera Guerra Mundial, dictadura de Primo de Rivera, Feixisme italià, Guerra Civil Espanyola, Segona Guerra Mundial, dictadura de Franco.

La dècada de 1950 es va produir una segona Renaixença algueresa que va portar a la creació de dues associacions culturals: el Centre d'Estudis Algueresos i l'Agrupació Catalana d'Itàlia. Les dues associacions van mantenir contactes i intercanvis de visites amb antifranquistes.
El 1960, Pere Català i Roca i el seu pare Pere Català i Pic van promoure el creuer del retrobament entre Barcelona i l'Alguer. Es va noliejar el creuer Virginia de Churruca, hi van embarcar 141 passatges, intel·lectuals i membres de la societat civil catalana, i van arribar a l'Alguer el 25 d'agost. L'expedició va ser rebuda pel síndic Fedele Cilliano i per milers d'algueresos atapeïts al port de l'Alguer.
L'any següent Pere Català va publicar, en un número extraordinari de la revista La Tramontane de Perpinyà amb el títol «Retrobament de l'Alguer», una detallada crònica d'aquells dies. Aquell mateix any, el 1961, a l'Alguer van tenir lloc els Jocs Florals de la Llengua Catalana, que se celebraven a l'exili des del 1941.
L'any 2000, Pere Català va ser nomenat Ciutadà Honorari de l'Alguer, i l'esdeveniment se celebra com un fet històric que va propiciar el renaixement de la consciència popular de la catalanitat local.